# جوزيبي فيزاردي
جوزيبي فيزاردي (بالإيطالية: Giuseppe Fezzardi)‏ مواليد 28 ديسمبر 1939 في إيطاليا، هو دراج إيطالي سابق في صنف سباق الدراجات على الطريق.

## سباقات أو مراحل فاز بها
- طواف فرنسا

## روابط خارجية
- جوزيبي فيزاردي على موقع أرشيف الدراجات (الإنجليزية)
- جوزيبي فيزاردي على موقع إحصائيات الدراجات الإحترافية (الإنجليزية)
- جوزيبي فيزاردي على موقع CycleBase (الإنجليزية)